# Ceylalictus hainanicus
Ceylalictus hainanicus är en biart som beskrevs av Pesenko och Wu 1991. Ceylalictus hainanicus ingår i släktet Ceylalictus och familjen vägbin. Inga underarter finns listade i Catalogue of Life.